# Wiesława Maliszewska
Wiesława Maliszewska – polska śpiewaczka operowa (alt) i pedagog.
Absolwentka Akademii Muzycznej w Gdańsku (klasa śpiewu Alicji Legieć-Matosiuk, dyplom z wyróżnieniem w 1984). Pedagog tej uczelni od 1984 – prowadzi klasę śpiewu solowego. W 2004 roku uzyskała habilitację, w 2014 otrzymała tytuł profesora sztuk muzycznych. W 2018 brała udział w nagraniu płyty Stanisław Moniuszko: Straszny dwór. Soliści, Chóry i Orkiestra Symfoniczna Akademii Muzycznej im. Stanisława Moniuszki w Gdańsku pod batutą Zygmunta Rycherta (DUX) nominowanej do Nagrody Muzycznej Fryderyk 2019 w kategorii Album Roku Muzyka Chóralna, Oratoryjna i Operowa.